# اتحاد پارسوال
در آنالیز فوریه، اتحاد پارسوال رابطه‌ای است که انتگرال مربع تابع را به ضرایب سری فوریه یا به تبدیل فوریه آن ارتباط می‌دهد. به طور کلی، این رابطه تعمیمی از قضیه فیثاغورث درباره فضاهای ضرب داخلی برای سری فوریه است.
برای سری فوریه مختلط تابع دلخواه f، اتحاد پارسوال به صورت زیر است:
{\displaystyle \sum _{n=-\infty }^{\infty }|c_{n}|^{2}={\frac {1}{2\pi }}\int _{-\pi }^{\pi }|f(x)|^{2}\,dx,}
که در آن Cn ضرایب سری فوریه مختلط تابع f هستند و از رابطه زیر به دست می‌آیند:
{\displaystyle c_{n}={\frac {1}{2\pi }}\int _{-\pi }^{\pi }f(x)\mathrm {e} ^{-inx}\,dx.}
می‌توان برای تبدیل فوریه تابع f این صورت از اتحاد پارسوال را اثبات کرد:
{\displaystyle \int _{-\infty }^{\infty }|{\hat {f}}(\xi )|^{2}\,d\xi =\int _{-\infty }^{\infty }|f(x)|^{2}\,dx.}